# 鳴子北車站
鳴子北站（日语：／ Narukokita eki */?）是位於愛知縣名古屋市天白區相川1丁目，為名古屋市交通局（名古屋市營地下鐵）櫻通線之車站。車站編號為S18。

## 車站結構
本站為1面2線島式月台之地下車站，並設有可動式月台門。月台長度為20公尺，車廂之編組為6輛。再者，在名古屋市營地下鐵的延伸區段中，首度將車站設有代表色，本站為草綠色。

### 月台配置
| 月台 | 路線   | 目的地                   |
| ---- | ------ | ------------------------ |
| 1    | 桜通線 | 德重方向                 |
| 2    | 桜通線 | 今池、名古屋、太閤通方向 |

## 相鄰車站
名古屋市營地下鐵
 櫻通線
野並（S17）－鳴子北（S18）－相生山（S19）

## 外部連結
- 鳴子北 - 名古屋市交通局